# Landkommissariat Speyer

Das Landkommissariat Speyer in der Pfalz 1818–1862

Das Landkommissariat Speyer (amtlich: Land-Commissariat Speyer; auch Speier) war einer von zwölf Verwaltungsbezirken im bayerischen Rheinkreis (1837 in „Kreis Pfalz“ umbenannt), der ab 1818 bestand und 1862 in Bezirksamt Speyer umbenannt wurde. Das Verwaltungsgebiet lag im heutigen Rheinland-Pfalz.

## Kantone und Gemeinden
Das Landkommissariat Speyer gliederte sich in die Kantone Mutterstadt und Speyer und umfasste 27 Gemeinden (alle Orte in der amtlichen Schreibweise von 1817):

### Kanton Mutterstadt
| - Alsheim bei Kronau - Altripp - Assenheim - Böhl - Dannstadt - Friesenheim | - Fuß-Gönheim - Hochdorf - Iggelheim - Maudach - Mundenheim - Mutterstadt | - Neuhofen - Oggersheim - Rhein-Gönheim - Rugheim - Schauernheim |

### Kanton Speyer
| - Berghausen - Dudenhofen - Hanhofen - Harthausen | - Heiligenstein - Mechtersheim - Otterstadt - Schifferstadt | - Speyer - Waldsee |

## Geschichte

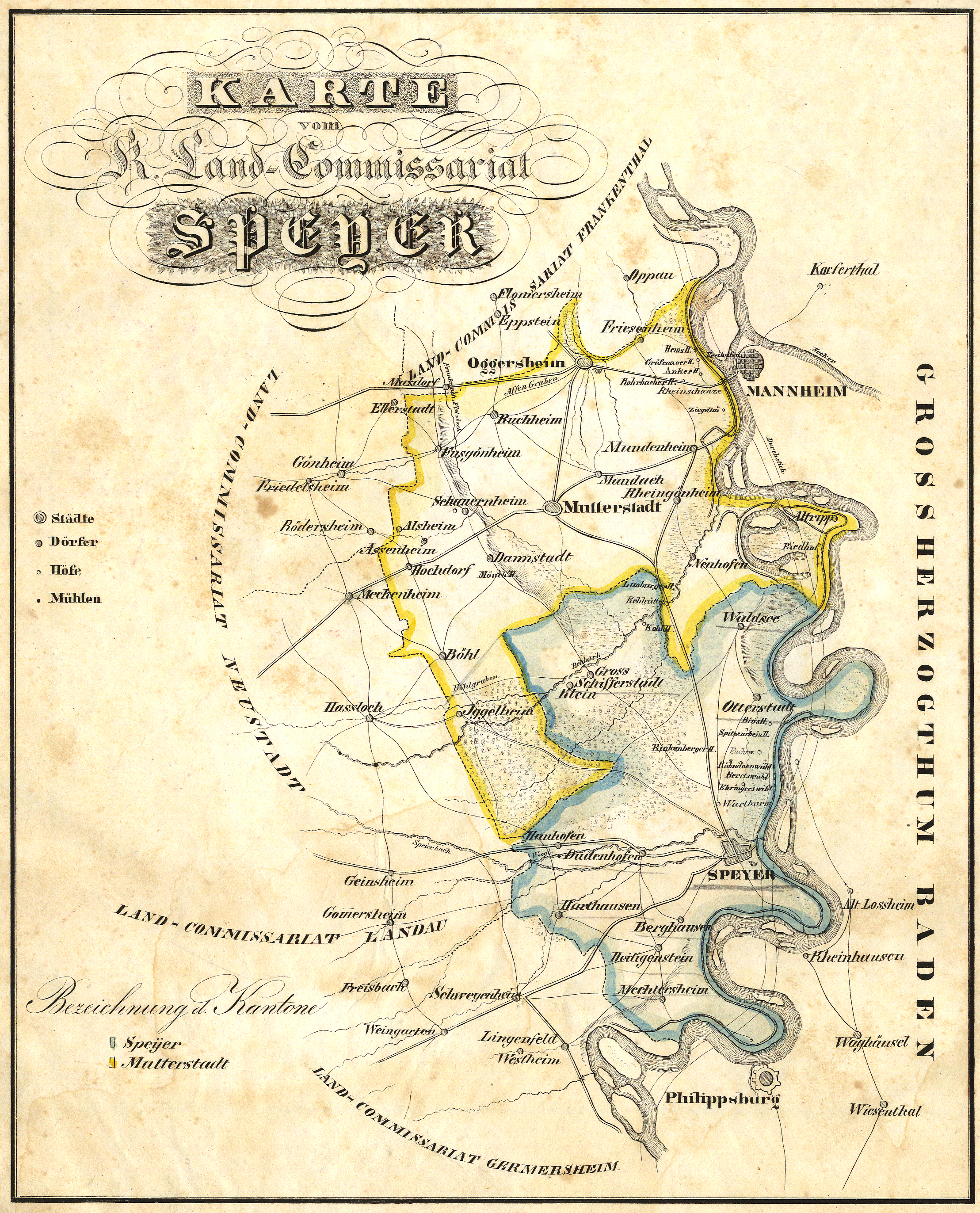
Landkommissariat Speyer 1875

Der bayerische König Maximilian Joseph I. hatte am 30. April 1816 das Gebiet des später eingerichteten Rheinkreises aufgrund eines Tauschvertrages mit dem österreichischen Kaiser Franz I. förmlich in Besitz genommen.
Aus der sogenannten Franzosenzeit hatte Bayern in der Pfalz zunächst die seit 1798 entstandene Verwaltungsstruktur im Wesentlichen übernommen. Der neu entstandene Rheinkreis war in vier „Kreisdirektionen“, später auch „Bezirksdirektionen“ genannt, eingeteilt. Die nachgeordneten Verwaltungsebenen Kantone und Bürgermeistereien, abgesehen von geringfügigen Gebietsanpassungen, blieben bestehen.
Das Gebiet des Landkommissariats Speyer gehörte bis 1814 zum Departement Donnersberg. Nach der Inbesitznahme durch Bayern und der Einrichtung der Kreisdirektionen gehörte das Gebiet zur Kreisdirektion Frankenthal.
Mit Wirkung vom 1. April 1818 wurden die Distrikte der bisherigen vier „Bezirks-Directionen“ des Rheinkreises in zwölf „Land-Commissariate“ neu aufgeteilt. Der Aufgabenbereich und die Zuständigkeiten änderten sich nicht. Zum „Land-Commissär“ wurde Karl Ferdinand Koch bestimmt, der bis dahin „Bezirks-Director“ zu Zweibrücken war. Dem Landkommissar standen ein Aktuar, zwei Schreiber und ein Bote zur Verfügung, für Gehälter und Bürokosten waren 3900 Gulden pro Jahr veranschlagt.
Zum 1. Juli 1862 erhielten die Landkommissariate in der Pfalz die Benennung „Bezirksämter“, die 1939 in „Landkreise“ umbenannt wurden.